# 大内惟義
大内 惟義（おおうち これよし）は、平安時代末期から鎌倉時代初期にかけての武将・鎌倉幕府御家人。清和源氏一門の重鎮であった平賀義信の長男。新羅三郎義光の曾孫にあたる。
惟義が伊賀国に赴任して以降は大内冠者（大内姓）を称するようになるが、後に戦国大名となる周防国の多々良姓大内氏とは関係がない。

## 生涯

### 治承・寿永の乱
惟義が史料に姿を現すのは『延慶本平家物語』では義仲追討戦、『吾妻鏡』では一ノ谷の戦いが初見であり、元暦元年（1184年）以前の動向は全く不明である。『玉葉』治承5年（1181年）7月1日条は、横田河原の戦いで平氏方の城助職が反乱軍に惨敗した記事であるが、反乱軍は「キソ党」「サコ党」「甲斐国武田之党」の三軍編成だったことが記されている。「サコ党」は信濃国佐久郡を本拠とする平賀氏と推察され、内乱前期の平賀氏は独立勢力として木曾義仲や甲斐源氏などと共同戦線を張っていたことがうかがえる。寿永2年（1183年）、源頼朝は義仲を討つために信濃に出兵し、碓氷峠を越えて信濃国佐久郡に入り、依田城を落して善光寺平で義仲軍と対峙している。信濃における重要拠点といっていい佐久地方がほとんど無抵抗で制圧されていることから、この時に平賀氏は義仲から離反して鎌倉の傘下に入ったと思われる。結果的に義仲の長男・義高と頼朝の長女・大姫の縁組という頼朝に有利な条件で和解が成立し、東国における頼朝の優位が確立した。それまで姿を現さなかった平賀氏が突如として鎌倉政権下で武蔵守という枢要な地位を与えられたのは、義仲からの離反に対する見返りだったとも考えられる。
惟義は一ノ谷の戦いの後に、伊賀国守護（惣追捕使）に補任される。伊勢平氏の権力基盤の一部であった伊賀を抑える役割を期待されての人事と思われる。同国大内荘（九条家領の荘園）の地頭職を兼ねたともいわれ、このころから大内冠者と記されるようになる。
同年、隣国・伊勢に潜伏していた志田義広が捕らえられた際には、惟義の家人が援軍として協力した。6月から7月にかけて同国で三日平氏の乱が起こり、平信兼率いる平氏の残党に襲われ多くの家人を失い、一旦国外へ逃亡する。鎌倉からは山内首藤経俊や加藤景員・光員らとともに平氏方余党の討伐を命じられるが、その指令が届く前に90余人の残党を討って鎮圧した。惟義は乱の鎮圧に対する恩賞を頼朝に求めたが、狼藉を鎮めるのは守護の務めであり、家人を殺害されたのは汝の落ち度であるので恩賞を求めるのは道理に叛くとして却下されている。

### 頼朝側近として
元暦2年（1185年）6月には、頼朝が多田行綱から没収した摂津国多田荘および荘内の在地武士（多田院御家人）の支配を命じられたほか、同年（文治元年）8月の除目で頼朝の推挙によって国司に任命された源氏一門6人のうちの1人として鎌倉を管轄下とする相模守に補任される。また同年9月に鎌倉の勝長寿院で執り行われた頼朝の父・源義朝の遺骨葬送では父義信と惟義、源頼隆の3名のみが遺骨への近侍を許されている。これは平治の乱で、父義信が義朝とともに戦い、その折に頼隆父の源義隆が戦死したという所縁による。父義信は幕府行事の供奉交名において基本的に首位を占め、門葉筆頭として頼朝の信頼を得ていた。
文治5年（1189年）の奥州合戦にも従軍した。翌建久元年（1190年）の頼朝上洛および同6年（1195年）の再上洛にも随行した。

### 鎌倉・京への両属
正治元年（1199年）、頼朝が死去した直後に起こった三左衛門事件では、首謀者の後藤基清らを拘束して院に引き渡した（『明月記』2月14日条）。正治2年（1200年）正月6日、鎌倉で椀飯の沙汰人を務めるが、同月24日には京都で梶原景時与党の追捕を命じられ、2月26日には2代将軍・源頼家の鶴岡八幡宮参詣に御後筆頭として随行するなど、京都と鎌倉を頻繁に往復していた様子がうかがえる。『吾妻鏡』ではその後しばらく所見しなくなり、建暦2年（1212年）3月20日、在京奉公の労により地頭職を拝領したとあるので、在京して鎌倉と京の連絡役を務めていたと思われる。この間の元久2年（1205年）の牧氏事件では北条時政により新将軍に担がれた異母弟の平賀朝雅が北条義時の命により誅殺されているが、惟義は事件に連座せず朝雅が有していた伊勢・伊賀守護を引き継いだ。なお『吾妻鏡』建暦2年（1212年）7月7日条には「駿河前司惟義」とあり、これ以前に相模守から駿河守に遷任していた。建保元年（1213年）8月の3代将軍・源実朝の移徙では、執権・北条義時の次位として随行している。建保2年（1214年）には義時の子実義の元服において理髪役を務めている。
惟義は幕府から伊勢・伊賀・越前・美濃・丹波・摂津など近畿6ヶ国の守護に任命される一方、在京御家人の代表として後鳥羽院に近侍して朝廷との接触を深めていった。この時期には源氏一門を抑えて北条氏の幕府内での覇権が確立しつつあり、後に跡を継いだ大内惟信の行動（後述）から推測して、「心情的には朝廷方へ荷担する意図があった」と見る向きもある。
建保7年（1219年）正月27日、実朝が右大臣拝賀のために鶴岡八幡宮へ御参した際（この日、実朝は暗殺される）の『吾妻鏡』の記事中に「修理権大夫惟義朝臣」の名が見えるが、以降の消息は不明でこの年もしくは翌年に死去したものと思われる。
承久3年（1221年）、承久の乱が勃発。後鳥羽院ら京方の挙兵に対し、惟義の死後に近畿6国守護職を受け継いでいた子の惟信は、後鳥羽院の下へはせ参じ、京方として鎌倉幕府軍と戦う。しかし、あえなく敗戦して消息を絶ち、ここに源氏御門葉平賀・大内氏は滅亡する。
後鳥羽院が惟義を尊重した理由の一つに来るべき討幕の日のために歴戦の武将である惟義を味方に付けておきたいという思惑があったと考えられる。もし、承久の乱で若年の惟信ではなく惟義が朝廷軍を率いていたならば、戦況はまた違ったものになっていた可能性もある。